# Christian August von Berckentin
Christian August lensgreve von Berckentin (8. december 1694 i Mecklenburg – 2. juli 1758 i København) var en tysk statsmand, diplomat og gehejmeråd i dansk tjeneste. Han var far til Louise von Plessen.
Han nedstammede fra en gammel lauenburgsk slægt (egl. kaldet Parkentin), der kunne føre anetavlerne helt tilbage til det 13. århundrede. Som ung mand var han ikke velhavende, men havde ved sin død optjent både formue, besiddelser og ære. Berckentin blev en betydelig statsmand og nåede at tjene under tre enevældskonger.

## Karriere
Hans forældre var gehejmeråd, amtmand over Gottorp Amt Christian August von Berckentin til Lütgenhof, Prieschendorf, Kaltenhof og Dassow (1666-1734) og Ida Hedewig von Berckentin (1673-1738).
I 1710, som 16-årig, kom han til universitet i Kiel, hvor han senere kom til at fungere i et slags kannike-embede. Fra 1713 og tre år frem rejste han på dannelsesrejser i henholdsvis Holland, Frankrig og Italien, omend det foregik for beskedne midler. I 1716 fik han opfyldt sit ønske og kom til kong Frederik IV's hof i København som kammerjunker for dronningen, Louise af Mecklenburg. Han var af god familie – dannet, berejst, begavet og kulturelt vidende, hvilket sammen med hans livlige lune gjorde ham meget afholdt hos hoffet og i hele kongehuset. Forfremmelse fulgte, og Berckentin blev i 1721 udnævnt til gesandt og sendt til Stockholm og allerede året efter sendt videre til Wien som kongens repræsentant.
Det prestigefulde hverv som dansk diplomat ved kejserhoffet i Wien besad han i hele 18 år. Netop hans diplomatisk evner og dygtighed blev afgørende i en tid, der var præget af klare uoverensstemmelser mellem den danske konge og den østrig-ungarske kejser omkring de sønderjyske besiddelser. Det lykkedes Berckentin at mægle mellem parterne og få genoprettet det gode forhold mellem kongen og kejseren. Berckentin og hans familie boede i et elegant udstyret palæ og gav store fester, hvor der ikke blev sparet på noget, som kunne kaste glans over den danske konges repræsentation i Wien.
Da Berckentin vendte hjem til København i 1740 indtrådte han på kong Christian VI's anmodning som virkelig gehejmeråd i Konseillet med ansvar for først finanserne og siden for handlen. Han tildeltes også hverv som f.eks. direktør for De Fattiges Væsen og den ærefulde opgave at føre overopsynet med den lille kronprins (senere Christian 7.).

## Ægteskab
Berckentin havde i sin tid som kammerjunker for Dronning Louise mødt den unge adelskvinde Susanna Margarethe von Boineburg, genannt zu Honstein (26. juli 1697 i Fredericia – 24. oktober 1732 i Lübeck), der var kommet til København fra Hessen blot 16 år gammel for at gøre tjeneste som hoffrøken. Hun var datter af dansk brigader og kejserlig generalkvartermester Hermann Friedrich von Boineburg, genannt von Honstein (død 1703) og Judith Augusta von Marschalck (død 1729).De giftede sig 9. juni 1724 på Hambach i Hessen og fik et godt ægteskab frem til hendes tidlige død som 35-årig otte år senere. Berckentin forblev enkemand resten af sit liv. Under hele ægteskabet var de bosat i Wien, hvor hun fødte parret i alt fem børn, hvoraf de fire døde som små. Den eneste datter, Louise Berckentin (f. 1725), kom senere til at spille en afgørende rolle i Dronning Caroline Mathildes liv.

## Hæder
Han var blevet konferensråd i 1727, og af ordener hædredes han først med Det Hvide Bånd 1730, l'union parfaite 1741 og senere med Elefantordenen 1747. Han blev kammerherre i 1731, og som afslutning på fejringen af 300 året for den oldenborgske kongeslægt blev Berckentin af kong Frederik V i 1750 adlet og ophøjet til titulær lensgreve.

## Bygherre
Grev Berckentin satte sig et for eftertiden meget tydeligt aftryk i det københavnske gadebillede, nemlig Det Berckentinske Palæ under godkendelse og opsyn af hofbygmester Nicolai Eigtved og arkitekt Johann Gottfried Rosenberg. Byggeriet påbegyndtes i 1751 og stod helt færdigt i 1755. Palæet i Bredgade står endnu, nok bedre kendt som Odd Fellow Palæet. Ud over den prægtige domicilejendom i rigets hovedstad ejede Berckentin også landstedet Kokkedal ved Hørsholm, som han tidligere havde fået overdraget af dronning Sophie Magdalene omkring 1746. Dette havde han ladet ombygge med førnævnte Rosenbergs hjælp. Stedet er i dag kendt som Kokkedal Slot, men har dog udseendemæssigt ændret sig totalt siden grevens tid. Kun kældrene er oprindelige.
I 1746 solgte han fædrenegodset Dassow til Friedrich von Eyben og afsluttede dermed 400 års familiehistorie i Mecklenburg.
Greven betragtedes som en af datidens mest kunstforstående og åndeligt interesserede mænd. Han fik med sin indflydelse også kongen til at støtte kunsten og den videnskabelige litteratur. I hans palæ fandt man efter datidens forhold et meget stort og rigt bibliotek, der fyldte hele to sale, hvortil han gavmildt lod bl.a. studerende få adgang. Greven optrådte med den ydre glans, der svarede til hans høje rang og fornemme stand og han var kendt for at føre et meget gæstfrit hus, hvor han levede med en stor tjenestestab med bl.a. hofmester, sekretær, lakajer, kok og kuske.

## Datteren Louise
Grev Berckentin døde den 2. juli 1758, 63 år gammel, og blev ved en storstilet ceremoni bisat fra Holmens Kirkes kapel og siden stedt til hvile i domkirken i Lübeck, hvor faderen havde ladet opføre et gravkapel. Efter ødelæggelserne under 2. verdenskrigs luftbombardement af Lübeck blev Berckentin-sarkofagerne flyttet til et af korrundgangskapellerne.
Efter grevens død arvede datteren Louise faderens ejendomme og betydelige formue.
Datteren var i 1744 blevet gift med den ni år ældre kammerjunker og major Christian Sigfred von Plessen (senere kammerherre og amtmand over Københavns Amt) og bar nu navnet Louise von Plessen. Hun blev efter elleve års ægteskab enke i 1755, hvorefter hun flyttede tilbage til sin fars hjem i Bredgade. Her boede hun frem til hans død i 1758. Hun fungerede fra 1766 som overhofmesterinde for den unge dronning Caroline Mathilde, men blev i 1768 tvunget til at forlade sin post, da stærke kræfter i det intrigeplagede hof følte sig truet og bange for hendes mulige indflydelse gennem dronningen. Dette indebar, at Louise von Plessen kort efter blev beordret til at forlade landet. Hun bosatte sig i Celle, Hannover, hvortil hendes dronning et par år senere blev landsforvist efter affæren med kongens livlæge, Johann Friedrich Struensee og dennes fald fra magtens tinder. Caroline Mathilde tog ophold på slottet i Celle og de to blev under disse omstændigheder genforenet.
Grev Berckentins datter førte i Celle et stort og selskabeligt hus og var meget godgørende overfor diverse formål, hvilket gjorde hende agtet og elsket af byens indbyggere. Hun døde i 1799 og blev ført til familiens gravkapel i Domkirken i Lübeck, hvor grev Berckentin som nævnt også er stedt til hvile.

## Gengivelser
Berckentin er gengivet i et portrætmaleri (ca. 1738-40, tilskrevet George Desmarées, Det Nationalhistoriske Museum på Frederiksborg Slot). Der findes også et maleri (Kletkamp), et maleri af Johann Salomon Wahl (Wotersen, identifikationen usikker).
Berckentin havde været en stor møntsamler, og datteren Louise lod 1758 præge en medalje af Johan Henrik Wolff til minde om faderen. Den findes bl.a. i Nationalmuseet.